# Майли (имя)
Майли — женское имя в англоязычных странах. Это имя было на 278-м месте среди самых популярных имен, данных новорожденным девочкам, родившихся в Соединенных Штатах в 2007 году.

### Происхождение
Имя образовалось от англ. smiley — «улыбка».
Самым известным носителем имени можно считать американскую актрису и певицу Майли Сайрус, которую отец, американский кантри-певец и актёр Билли Рэй Сайрус, ласково называл «Смайли» (с англ. — Улыбка) из-за того, что она часто улыбалась.

## Имена персонажей
Майли также используется в качестве мужского имени для персонажа Майли Бирн (актер Мик Лалли) в ирландском сериале Glenroe.